# Francisco Pinto da Fontoura
Francisco Pinto da Fontoura, o Chiquinho da Vovó (Alegrete, ? — ?) foi um poeta e compositor brasileiro, autor da letra atual do Hino Rio-Grandense.
Não foi criado por sua mãe, mas por outra senhora a quem dedicou alguns versos. Sua letra do Hino Rio-Grandense é uma das várias que foram elaboradas depois da Proclamação da República Rio-Grandense, porém é a que se destacou por ter caído no gosto popular. Sua versão foi finalmente escolhida finalmente por uma comissão abalizada, pouco antes dos festejos do Centenário da Revolução Farroupilha.